# Tam, gdzie odlatują gołębie
Tam, gdzie odlatują gołębie (ang. Where Pigeons Go to Die oraz Flight to Freedom) – film telewizyjny z 1990 roku, na podstawie powieści Roberta Wrighta Campbella. Jedno z ostatnich dzieł zmarłego wkrótce Michaela Landona.
Film nominowany był do Nagrody Emmy za najlepsze zdjęcia w miniserialu lub filmie telewizyjnym (Haskell B. Boggs) oraz dla najlepszego aktora w miniserialu lub filmie telewizyjnym (Art Carney).
Kręcony był głównie w Lawrence oraz Overland Park, w stanie Kansas. Większość ekipy stanowiły osoby, z którymi Landon współpracował przy wcześniejszych produkcjach. Pierwowzór literacki podsunęli Landonowi przyjaciele autora; aktorka Melissa Sue Anderson (serialowa córka Landona z Domku na prerii) oraz jej mąż, twórca telewizyjny Michael Sloan.

## Fabuła
Historia dorosłego mężczyzny, który zaczyna wspominać swoje dzieciństwo spędzone z dziadkiem w latach 50. XX wieku, na amerykańskim środkowym zachodzie, kiedy to wspólnie zajmowali się hodowlą gołębi. Film stanowi piękną opowieść o miłości i szacunku między młodym chłopakiem, Hugh (Robert Gy Gorman – jako chłopiec oraz Michael Landon – jako dorosły), a jego dziadkiem. Art Carney to mądry starzec, którego radością jest czas spędzony z wnukiem. Michael Landon gra Hugh w wieku 50 lat.

## Obsada
w kolejności alfabetycznej
- Carol Barta jako sekretarka
- Richard Bull jako doktor Sand
- Art Carney
- Cliff De Young jako Henry
- Caroll Denning
- Michael Faustino jako Donnie
- Bruce French jako Denis Corn
- Robert Hy Gorman jako Hugh
- Kurt Christopher Kinder jako Arnie
- Michael Landon jako Hugh (jako dorosły)
- Anthony Mockus Sr. jako John Pauley
- Mark L. Taylor jako Dick Jason

i inni

## Dystrybucja w Polsce
W Polsce film wyemitowała po raz pierwszy Telewizja Polska w sobotni poranek, w pierwszej połowie lat 90. XX wieku. Później dostępny był również na kasetach wideo.